# Władysław Gomułka
Władysław Gomułka, ps. „Wiesław”, „Ludwik”, „Feliks Duniak” (ur. 6 lutego 1905 w Białobrzegach Franciszkańskich, zm. 1 września 1982 w Konstancinie-Jeziornie) – polski polityk komunistyczny, I sekretarz KC PPR (1943–1948), I sekretarz KC PZPR (1956–1970), w latach 1945–1949 I wicepremier i minister ziem odzyskanych. Poseł do Krajowej Rady Narodowej, na Sejm Ustawodawczy oraz na Sejm PRL II, III, IV i V kadencji. W latach 1957–1971 członek Rady Państwa. Budowniczy Polski Ludowej.

## Życiorys

### Dzieciństwo i okres międzywojenny
Urodził się w Białobrzegach Franciszkańskich (obecnie dzielnica Krosna) w rodzinie robotniczej Jana (1873–1941, członek Polskiej Partii Socjalno-Demokratycznej Galicji i Śląska Cieszyńskiego, a po 1918 Polskiej Partii Socjalistycznej) i Kunegundy z domu Bazan (1872–1954), pielęgnującej tradycje patriotyczne. Miał siostrę Ludwikę, po mężu Paczosa (1909–1961, zginęła w pożarze).
Władysław Gomułka ukończył szkołę podstawową i wydziałową (szkoła zawodowa) i od 1922 pracował jako ślusarz w przemyśle naftowym. W wieku 17 lat otrzymał dyplom czeladnika ślusarskiego. W latach 1922–1925 działał w organizacji młodzieżowej PPS „Siła”. Został sekretarzem okręgu związku w Drohobyczu. Usunięty z organizacji za krytykę polityki PPS dokonaną na wiecu z udziałem posła Hermana Liebermana (organizację rozwiązały władze za aprobatą Centralnego Komitetu Wykonawczego PPS, a Gomułka po raz pierwszy przesłuchiwany był przez policję). W 1924 zwolniony z pracy w rafinerii z powodu zorganizowania strajku. Po zwolnieniu prowadził działalność samokształceniową i udzielał się w kółku dramatycznym i chóralnym w Białobrzegach. W latach 1925–1926 należał do Niezależnej Partii Chłopskiej. Tymczasowo aresztowany za prowadzenie agitacji NPCh na wiecu pierwszomajowym PPS w Krośnie. Z tego powodu Klub Poselski NPCh skierował interpelację do Ministra Spraw Wewnętrznych w sprawie „bezprawnego pozbawienia wolności obywatela Władysława Gomułki przez komendanta posterunku w Krośnie”. W 1926 zorganizował strajk w kopalniach ropy naftowej w Drohobyczu, za co został aresztowany.
Od 1926 należał do nielegalnej Komunistycznej Partii Polski (od 1930 był funkcjonariuszem Komitetu Centralnego KPP). Oficjalnie działał w PPS-Lewica (w 1929 znalazł się jako delegat I Zjazdu partii w Komisji Programowej oraz wszedł w skład KC i Sekretariatu Generalnego) aż do jej rozwiązania przez władze sanacyjne w 1931. Działał w Związku Zawodowym Chemików na Górnym Śląsku. W 1930 z polecenia KPP współtworzył, a następnie przewodniczył Ogólnokrajowemu Związkowi Robotników Przemysłu Chemicznego. W 1930 nielegalnie udał się na zjazd Profinternu w Moskwie. Przy kolejnym aresztowaniu (1932), podczas organizowania strajku w Łodzi, odniósł ciężką ranę postrzałową, po której pozostał mu niedowład nogi. Po tym aresztowaniu został skazany w jednodniowym procesie na 4 lata więzienia za próbę „zmiany przemocą ustroju państwa polskiego”.
Po prawie dwuletnim pobycie w więzieniach w Łodzi, Łęczycy i Białymstoku otrzymał krótki urlop zdrowotny, podczas którego pod fałszywym nazwiskiem wyjechał do ZSRR. W latach 1934–1935 leczył się na Krymie i przebywał w Moskwie, gdzie ukończył szkołę partyjną – Międzynarodową Szkołę Leninowską. Przeszedł tu m.in. elementy przeszkolenia wojskowego, którym kierował Karol Świerczewski. Przeszkolenie zorganizowane było przez Razwiedupr. Po powrocie do kraju został zawodowym funkcjonariuszem partyjnym (funkiem) działającym w podziemiu; mieszkał w Chorzowie, kierując okręgiem śląskim KPP. W okresie lat 30. wielokrotnie aresztowany na 48 godzin w związku z uczestnictwem w demonstracjach politycznych lub prewencyjnie (np. w związku z przyjazdem do Polski króla Afganistanu Amanullaha Chana). W 1936 został skazany na 4,5 roku więzienia za „przygotowywanie zbrodni stanu” (6-letni syn Gomułki był na sali sądowej; w tym czasie żona Gomułki odsiadywała 3-letni wyrok za działalność komunistyczną) i osadzony w więzieniu w Sieradzu (był tam przywódcą „komuny więziennej” liczącej ok. 400 więźniów). W 1939 wraz z całą „komuną” złożył wniosek o przyjęcie na ochotnika do wojska. Wniosek został odrzucony. Był z przerwami przetrzymywany w więzieniu do wybuchu II wojny światowej (łącznie spędził w więzieniu 6 lat). W sierpniu 1938 KPP została rozwiązana, a większość jej przywódców zamordowana w ZSRR w okresie „wielkiej czystki” (spora grupa już w 1937). Największa grupa polskich komunistów przetrwała w więzieniach II RP.

### Okres okupacji. Sekretarz generalny PPR
Po agresji III Rzeszy na Polskę został zwolniony z więzienia w Sieradzu, po czym po krótkim pobycie w Warszawie (uczestniczył w budowie umocnień obronnych) przedostał się przez zieloną granicę na terytorium okupacji sowieckiej do Białegostoku, gdzie został kierownikiem schroniska dla byłych członków KPP. Na początku 1940 przyjechał do Lwowa, gdzie został kierownikiem wydziału produkcji zeszytów w fabryce „Biblos”. W 1941 został przyjęty do Wszechzwiązkowej Komunistycznej Partii (bolszewików). Pisał też dla polskojęzycznego periodyku „Czerwony Sztandar” (dwa artykuły dotyczące fabryki, w której pracował).
Po ataku Niemiec na ZSRR, na przełomie lat 1941/1942, wrócił na ziemię krośnieńską, gdzie wstąpił do Polskiej Partii Robotniczej. Zakładał jej komórki na Podkarpaciu, a w lipcu 1942 na wezwanie Pawła Findera przyjechał do Warszawy, gdzie został jednym z przywódców PPR (powierzono mu funkcję pełnomocnika Komitetu Centralnego PPR na Podkarpaciu). W okresie od sierpnia 1942 do grudnia 1942 był I sekretarzem Komitetu Warszawskiego PPR. Od sierpnia 1942 był sekretarzem Komitetu Wojewódzkiego PPR w Warszawie, a od września członkiem Tymczasowego KC.
Po śmierci przywódcy PPR Marcelego Nowotki był w gronie członków KC, którzy wydali wyrok na dowódcy Gwardii Ludowej Bolesława Mołojca, jako odpowiedzialnego za śmierć Nowotki). W styczniu 1943 został członkiem kierowniczej „trójki” PPR wraz z Pawłem Finderem i Franciszkiem Jóźwiakiem. W lutym 1943 prowadził z ramienia kierownictwa PPR zakończone fiaskiem rozmowy z przedstawicielami Delegatury rządu w Londynie.
23 listopada 1943 na posiedzeniu KC PPR, odbytym po aresztowaniu przez Gestapo dotychczasowego sekretarza PPR Pawła Findera, objął kierownictwo partii, zostając wybrany na sekretarza PPR (kontrkandydatami byli Bolesław Bierut i Franciszek Jóźwiak). Autor podstawowych dokumentów programowych, w tym wydanej w 1943 broszury O co walczymy?.

Inicjator utworzenia Krajowej Rady Narodowej, bez uprzedniej zgody Moskwy, zorientowanej wówczas na „jednolitofrontową” linię polityczną. Utworzenie KRN wiązało się też z konfliktem Gomułki z Bolesławem Bierutem. Gomułka uważał, że kluczową sprawą dla komunistów w Polsce jest pozyskanie autentycznego poparcia społecznego (próby rozmów z lewicowymi socjalistami z Robotniczej Partii Polskich Socjalistów i ludowcami w celu włączenia ich do KRN, a nawet koncepcja likwidacji KRN w celu wejścia do tworzonego przez ludowców i RPPS – Centralnego Komitetu Ludowego). Bierut uznawał za najważniejsze wkroczenie do Polski Armii Czerwonej i jej poparcie dla przemian ustrojowych, gdyż wtedy to PPR „stanie się przedmiotem zabiegów ze strony innych partii”. Konflikt ten spowodował wysłanie przez Bieruta listu do Georgija Dimitrowa oskarżającego m.in. Gomułkę, że gotowy był „wlec się w ogonie ugrupowań reakcyjnych, popierających rząd londyński”. Gomułka w liście kierowanym do Moskwy, odnosząc się do współpracy ze Związkiem Patriotów Polskich projektujących utworzenie w ZSRR namiastki rządu polskiego, stwierdzał m.in. 

Tworząc KRN, PPR wychodzi z założenia, że w sprawach dotyczących kraju mogą decydować tylko czynniki wyłonione w kraju lub przez kraj powołane.

Linia polityczna Gomułki wzbudziła nieufność w Moskwie. Utworzone w styczniu 1944 tajne Centralne Biuro Komunistów Polski przy KC WKP(b) krytykowało wobec Dmitrija Manuilskiego PPR pod przywództwem Gomułki i KRN za przyjęcie „sekciarskiego” programu. Zarzucano mu odejście od linii „jednolitofrontowej” poprzez wysunięcie hasła budowy Polski Ludowej oraz nacjonalizacji przy braku gwarancji indywidualnej własności ziemi oraz drobnej i średniej własności w przemyśle i handlu. Wobec władz PPR i Władysława Gomułki samo istnienie CBKP pozostawało tajemnicą do lipca 1944. Moskwa nie chciała przekazywać PPR kierowanej przez Gomułkę środków finansowych koniecznych do działania. Jeszcze w styczniu 1944 Władysław Gomułka depeszował do Moskwy: „Finansowy stan gorzej niż opłakany (...) potrzeby wzrastają, a eksy – jedyne źródło naszych dochodów – są coraz trudniejsze i kosztują bardzo dużo, bo życie wielu dobrych bojowców i partyjniaków”. Związek Radziecki nieufność wobec PPR rozciągał również na działania zbrojne prowadzone przez podporządkowane PPR oddziały zbrojne, które nie otrzymywały wsparcia z zewnątrz. W marcu 1944 Gomułka pisał do Moskwy: „Są zadania, których nie spełnimy bez pomocy zewnętrznej. Do AL zgłaszają się formacje wojskowe różnych organizacji politycznych (...). A my nie mamy broni nie tylko dla zgłaszających się formacji, lecz nie mamy jej nawet dla tysięcy dobrych żołnierzy garnizonowych zorganizowanych przez Gwardię Ludową (...). Nie mamy dostatecznej ilości broni (...), nie mamy amunicji (...) dla ok. 2000 naszych partyzantów. (...). Bez broni AL będzie prowadzić żywot suchotniczy, nie zdyskontujemy wojskowo i politycznie tej fali, która do nas przypływa”. Do kierowania ruchem partyzanckim w Polsce powołano w kwietniu 1944 Polski Sztab Partyzancki podporządkowany nie PPR w kraju, ale tajnemu Centralnemu Biuru Komunistów Polski przy KC WKP(b) (o którego istnieniu Gomułka nie wiedział do lipca 1944), działającym w Moskwie. Większe zrzuty radzieckiej broni dla Armii Ludowej nastąpiły dopiero w końcu maja 1944 Władysław Gomułka pisał w swych pamiętnikach: „(...) wysyłane przez ZPP do kraju oddziały partyzanckie, złożone z Polaków pochodzących z terenów zabużańskich przyłączonych do ZSRR otrzymywały polecenie, aby nie uznawały wojskowego i partyjnego kierownictwa PPR i AL, lecz działały samodzielnie, utrzymując tylko radiołączność z Moskwą. Co więcej, jak powiedział w rozmowie z przedstawicielami AL na Lubelszczyźnie dowódca przybyłej tam zza Bugu brygady partyzanckiej »Jeszcze Polska nie zginęła« Robert Satanowski, otrzymał on od kierownictwa ZPP (CKPB) instrukcję, aby starał się podporządkować sobie działające tam nasze oddziały partyzanckie”.

### PKWN i przejęcie władzy
Od sierpnia 1944 członek tajnego Biura Politycznego KC PPR. W Rządzie Tymczasowym, a później w Tymczasowym Rządzie Jedności Narodowej, I wiceprezes Rady Ministrów i minister Ziem Odzyskanych.
W październiku 1944 na polecenie Józefa Stalina nastąpiło zaostrzenie represji aparatu bezpieczeństwa kierowanego przez PPR wobec podziemia. Skala represji wzrosła tak bardzo, że zaniepokoiło to Gomułkę. Gomułka mówił na plenum KC PPR w maju 1945:

Zaczyna w państwie naszym ponad naszymi głowami wyrastać drugie państwo. Organa bezpieczeństwa same robią pewną politykę, do której nikt się nie ma wtrącać (...). Daje się u nas w więzieniach ludziom zwierzęce warunki. Z tym trzeba skończyć.

Gomułka odniósł się również do działań sowieckich służb bezpieczeństwa (NKWD, NKGB, Smiersz) na zajmowanych przez Armię Czerwoną terenach Polski.

Błędy, jakie popełniały organa sowieckie w stosunku do Polaków (wywózki), wpłynęły też na kształtowanie się opinii (...). Agitacja reakcji o sowietyzacji Polski wierci głęboko duszę Polski, wierci pokaźną część narodu, wierci dusze naszych sojuszników z koalicji (...). Przy tych nastrojach grozi nam niebezpieczeństwo, że może przyjąć się zarzut o agenturze sowieckiej, że może nastąpić izolacja. Masy winny nas uważać za polską partię, niech nas atakują jako polskich komunistów, a nie jako agenturę.

Według notatki Andrzeja Werblana z rozmowy z Gomułką przeprowadzonej w roku 1981:

W 1945 r. podczas pobytu w Moskwie interweniował u Stalina w związku z aresztowaniem przez władze radzieckie podziemnego kierownictwa obozu londyńskiego w Polsce (gen. Okulicki i inni). Gomułka argumentował, że było to pogwałcenie suwerenności Polski o konsekwencjach niekorzystnych dla PPR, dla rządu ludowego i dla samego Związku Radzieckiego. Stalin replikował: „Przemawiacie tak, jak gdybyście byli szefem wielkiego mocarstwa, a jesteście przywódcą słabej partii i słabego kraju, który my wyzwoliliśmy. Oni strzelali do naszych ludzi i my ich za to pociągniemy do odpowiedzialności”. Gomułka odpowiedział, że obóz londyński w większym jeszcze stopniu stosował terror wobec działaczy PPR i funkcjonariuszy władzy ludowej. Władze polskie także pociągnęłyby winnych do odpowiedzialności i ukarały surowiej być może niż władze radzieckie. Uniknięto by jednak przy tym komplikacji międzynarodowych i zarzutów o naruszenie suwerenności. Stalin zastanowił się i przyznał rację Gomułce, stwierdzając jednak, że za późno, aby sprawy te poprawiać. Rzecz w tym, powiedział, że „czekiści” to taki typ ludzi („takoj narod”), że jak już schwycą rybę za ogon, to ciągną ją prosto do kosza, a kosz tutaj, na Łubiance. Rozmowa później dotyczyła innych spraw. Przy pożegnaniu jednak wrócił do tematu i żegnając się powiedział: „Sierowa [szef kontrwywiadu radzieckiego] jednak zdejmę. Okazał się głupcem”.

Gomułka jednorazowego ostrzeżenia o „drugim państwie” już nie powtórzył, przeciwnie 28 września 1945 na wspólnym posiedzeniu KC PPR i CKW PPS stwierdził:

Bezpieczeństwo jest najczystszym miejscem w aparacie państwowym, nie zostało zaśmiecone przez reakcję i stanowi dla władzy demokratycznej pewny instrument działania”.

### Polska droga do socjalizmu

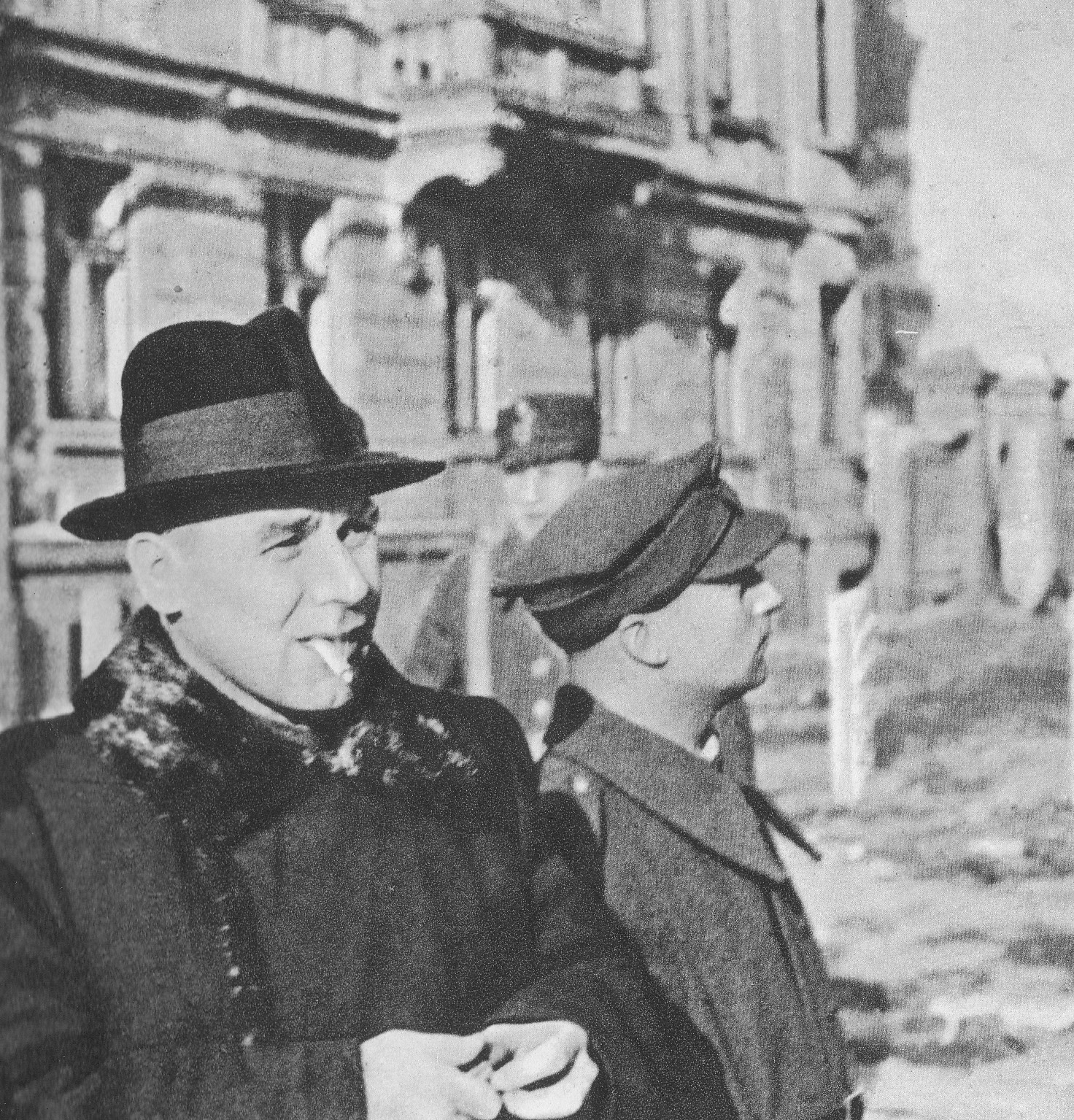
Władysław Gomułka w Warszawie w 1945

W PPR Gomułka reprezentował frakcję, która uważała, że rządy silnej ręki muszą być oparte na szerszej bazie politycznej. Uważał, że same represje nie mogą zastąpić społecznego poparcia dla nowej władzy. Uznawał, iż można zbudować w Polsce socjalizm bez dyktatury proletariatu, terroru i unicestwienia zastanych struktur społecznych. Podkreślał różnice między warunkami rewolucji w Rosji i w Polsce. „My zdobyliśmy władzę na tle walki wyzwoleńczej, pod hasłem wypędzenia Niemców. Nie musimy obalać starego aparatu państwowego. (...) My w Polsce założyliśmy możliwość innego niż droga radziecka rozwoju (...) założyliśmy możliwość rozwoju podobnego do rozwoju parlamentarnego, którego namiastką jest KRN” – stwierdzał. Dopuszczał istnienie opozycji, ale tylko takiej, która nie neguje nowego systemu.

W wystąpieniu z 18 czerwca 1945 podczas konferencji moskiewskiej, mającej na celu powołanie Tymczasowego Rządu Jedności Narodowej, zwrócił się do reprezentantów strony niekomunistycznej na czele z b. premierem Rządu RP na uchodźstwie Stanisławem Mikołajczykiem słowami 

Nie obrażajcie się panowie, że my wam tylko ofiarujemy miejsca w rządzie, takie jakie sami uważamy za możliwe. Myśmy bowiem gospodarze (...). Władzy raz zdobytej nie oddamy nigdy (...). Władzy nie oddamy dlatego, aby naród polski nie spotkała nowa zguba, jaka mu grozi w wypadku fałszywej linii politycznej, którą próbuje narodowi narzucić reakcja (...). Zniszczymy wszystkich bandytów reakcyjnych, bez skrupułów. Możecie jeszcze krzyczeć, że leje się krew narodu polskiego, że NKWD rządzi Polską, lecz to nie zawróci nas z drogi.

Krytykował jednocześnie wielokrotnie praktyki radzieckich organów bezpieczeństwa na terenie Polski powojennej, stwierdzając np. „Na terenie Polski organa sowieckie nie mogą robić rewizji ani aresztować. (...) Trzeba zażądać zaprzestania tego i wypuszczenia ludzi. Nie mogą ludzie ginąć po prostu. To jest nasza suwerenność”.
22 czerwca 1946 wziął udział w naradzie, wraz z Bolesławem Bierutem i doradcą sowieckim przy Ministerstwie Bezpieczeństwa Publicznego płk. Siemionem Dawidowem, na której omówił techniczne szczegóły fałszowania wyników głosowania ludowego.

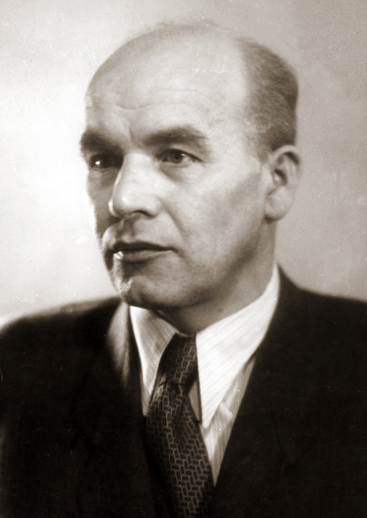
Władysław Gomułka w 1947

W 1947 WKP(b) zaproponowało, by zwołać konferencję 9 europejskich partii komunistycznych celem przedyskutowania sytuacji międzynarodowej. Miejscem konferencji uczyniono Szklarską Porębę. Na samej konferencji strona radziecka przedstawiła propozycję powołania Biura Informacyjnego, które miałoby być ośrodkiem koordynującym działania partii komunistycznych. Strona polska była zaskoczona propozycją, a Gomułka mający do tej inicjatywy stosunek krytyczny, obawiając się powstania nowej Międzynarodówki Komunistycznej, która będzie nadrzędną strukturą nad narodowymi partiami komunistycznymi, zagroził dymisją. Ostatecznie przychylił się do radzieckiej koncepcji i akceptując cele polityk międzynarodowej i wewnętrznej ustalone na konferencji, bronił jedynie specyfiki polskiej drogi. Sprzeciwił się jednak, by siedzibą nowej instytucji była Warszawa.
Był zwolennikiem zjednoczenia PPR z PPS. Chciał, by w wyniku zjednoczenia powstała partia, która będzie miała realne zaplecze społecznego poparcia. Dlatego mimo uznawania PPR za partię hegemoniczną uznawał konieczność odwołania się nowej partii również do tradycji niepodległościowej PPS. W nieuzgodnionym z pozostałymi członkami Biura Politycznego referacie wygłoszonym 3 czerwca 1948 na plenum KC PPR poświęconym tradycjom polskiego ruchu robotniczego Gomułka bronił w tym kontekście „polskiej drogi do socjalizmu”. Stwierdzał, że aby nowa partia polityczna miała realne poparcie społeczne, musi opowiadać się za niepodległością państwową i tej niepodległości bronić. Krytykował KPP, że tego nie rozumiała, prowadząc działania polityczne w okresie przedwojennym. „KPP używała hasła samostanowienia narodów w taki sposób, że sama chciała stanowić za naród i klasę robotniczą”. – stwierdzał Gomułka. Stwierdzał także: „Mnie się zdaje, że gdyby zebrać pod kątem kontrrewolucyjnym wszystkie wypowiedzi i hasła KPP – to byłaby najlepsza agitacja przeciw nam”. Referat ten spotkał się z krytyką pozostałych członków BP, którzy w rezolucji odrzucili stanowisko Gomułki. Po raz pierwszy ujawnił się publicznie rozłam w kierownictwie PPR. Mimo nacisku Gomułka nie zrezygnował ze swoich tez, choć zgodził się nie ustępować manifestacyjnie ze stanowiska sekretarza generalnego PPR, a jedynie wziąć urlop zdrowotny.
Gomułka był również przeciwnikiem zarządzonej przez Józefa Stalina rozprawy z Komunistyczną Partią Jugosławii. Próbował, wbrew jego woli, mediować w konflikcie Moskwy z Belgradem. 20 czerwca 1948 w Bukareszcie odbyły się obrady Międzynarodówki Komunistycznej. Rozpoczęły one okres nasilonej uniformizacji państw Europy środkowej zgodnej z radzieckim wzorcem. Podczas obrad potępiono Komunistyczną Partię Jugosławii i odniesiono się do konieczności takich przekształceń na wsi, które prowadziłyby do jej kolektywizacji. Gomułka zgłosił sprzeciw wobec treści uchwał konferencji w zakresie kolektywizacji, stwierdzając, że delegacja polska powinna mieć zgodę KC PPR na poparcie uchwały Kominformu w tej kwestii.

### Odsunięcie od władzy, aresztowanie i więzienie
25 czerwca 1948 do Warszawy przybył minister spraw zagranicznych ZSRR, członek Politbiura WKP(b) Wiaczesław Mołotow. Spotkał się on z Bolesławem Bierutem, Hilarym Mincem i Romanem Zambrowskim, którzy naświetlili mu sprawę konfliktu z Gomułką. Niektórzy historycy przypuszczają, że wtedy zapadła decyzja o odwołaniu Gomułki ze stanowiska sekretarza generalnego PPR. 4 lipca Gomułka wyjechał na urlop do Kowar. 6 i 7 lipca odbyło się plenum KC, na którym zapowiedziano zaostrzenie kursu wewnętrznego i w pełni poparto uchwały posiedzenia Kominformu, krytykując jednocześnie tezy Gomułki w sprawie tradycji polskiego ruchu robotniczego. Plenum zostało zwołane bez udziału Gomułki jako sekretarza generalnego PPR. 14 lipca Stalin skierował na ręce tylko Bieruta korespondencję w sprawie jednego z listów przywódcy czechosłowackich komunistów, gdy wcześniej tego typu korespondencja była kierowana na ręce Gomułki jako sekretarza generalnego PPR. Gomułka nie zgodził się z propozycją pozostałych członków BP KC, którzy przybyli do niego do Kowar by publicznie poprzeć nowy kurs partii. 14 sierpnia, w Jastrzębiej Górze, odbyło się posiedzenie Biura Politycznego, podczas którego usunięto Gomułkę ze stanowiska sekretarza generalnego i funkcję tę powierzono Bierutowi. 15 sierpnia przyjęto uchwałę „w sprawie odchylenia prawicowo-nacjonalistycznego”. Tego samego dnia Bierut udał się do Moskwy, by poinformować Stalina o usunięciu Gomułki. 16 sierpnia Gomułka wrócił do Warszawy i przybył do KC, ale uniemożliwiono mu podjęcie pracy. 18, 19 i 21 sierpnia odbyły się kolejne posiedzenia kierownictwa PPR, gdzie Gomułka protestował przeciwko odwołaniu go wbrew statutowi PPR. 21 sierpnia Bierut poinformował Gomułkę, że decyzja o jego odsunięciu została uzgodniona ze Stalinem. Ostatecznie Gomułka zdecydował się na rezygnację z funkcji sekretarza generalnego PPR.
W dniach 31 sierpnia–2 września 1948 odbyło się plenum KC PPR, na którym ostatecznie rozprawiono się z Gomułką. W wystąpieniu wstępnym Bierut zarzucił Gomułce m.in. „odchylenie prawicowo-nacjonalistyczne”, wahania w kwestii powołania Biura Informacyjnego, jego niejasny stosunek do konfliktu radziecko-jugosłowiańskiego, popieranie „nacjonalistycznych tradycji PPS”, negatywny stosunek do kolektywizacji, błędną koncepcję tworzenia podczas okupacji KRN w oparciu o jak najszerszy krąg społeczny, nieufność wobec ZSRR i działalność frakcyjną. Gomułka, wyjaśniając swoje stanowisko, złożył samokrytykę, którą KC uznał za „zadowalającą”. Został usunięty ze stanowiska sekretarza generalnego PPR, zachowując jednocześnie miejsce w BP (nie uczestniczył jednak w jego posiedzeniach).
Gomułka zabrał jeszcze głos na Kongresie Zjednoczeniowym PPR i PPS (w którym uczestniczył pod wpływem nalegań Bieruta i Stalina), na którym powołano Polską Zjednoczoną Partię Robotniczą, nie zgadzając się z zarzutami padającymi z mównicy, jakoby zdradził interesy klasy robotniczej. Określając się jako internacjonalista, stwierdził, że należy walczyć nie tylko z nacjonalizmem, ale i z kosmopolityzmem i nihilizmem narodowym. „Gardzimy tymi, którzy nie szanują naszego narodu, nie doceniają jego wielkości i zdolności, którzy pomniejszają nasz wkład w międzynarodową skarbnicę kultury” – powiedział.
W styczniu 1949 odwołano go ze stanowisk ministerialnych. W marcu 1949 otrzymał stanowisko wiceprezesa Najwyższej Izby Kontroli. W listopadzie 1949 Gomułka został na III Plenum KC PZPR oskarżony przez Bieruta o wprowadzenie do PPR podczas wojny ludzi, którzy byli agentami polskiego kontrwywiadu i Policji Politycznej („dwójki” i „defensywy”). W tym też miesiącu Gomułka został odwołany z funkcji w NIK i skierowany na stanowisko dyrektora oddziału Ubezpieczalni Społecznej w Warszawie.
2 sierpnia 1951 podczas urlopu w Krynicy Gomułka został aresztowany wraz z żoną przez grupę funkcjonariuszy Urzędu Bezpieczeństwa z płk. Józefem Światłą na czele. Immunitet poselski uchylono Gomułce dopiero 31 października. Późną jesienią Biuro Polityczne KC PZPR podjęło decyzję o wykluczeniu Gomułki z partii. Gomułkę przetrzymywano w więzieniu specjalnym w willi Ministerstwa Bezpieczeństwa Publicznego w Miedzeszynie, potem aż do uwolnienia przebywał w szpitalu. Jego żona Zofia przetrzymywana była w tym samym obiekcie (Gomułka na pierwszym piętrze, a ona w piwnicy obiektu). W śledztwie stawiano mu takie zarzuty, jak: zdrada, współpraca z obcym wywiadem, szpiegostwo itd. Podczas śledztwa nie zdołano uzyskać od Gomułki zeznań nadających się do wykorzystania w akcie oskarżenia oraz nie złamano go moralnie i fizycznie. Historycy różnie oceniają fakt, że do procesu pokazowego Gomułki ostatecznie nie doszło. Jedni twierdzą, że opóźnienie śledztwa wiązało się z postawą samego Gomułki, inni że zadziałała groźba ujawnienia przez Gomułkę kulis działania i powstania partii, a jeszcze inni, że sam Bierut nie spieszył się z procesem, sterując ręcznie przesłuchaniami, albowiem zdawał sobie sprawę, że może być następnym osądzonym.

### Powrót do władzy

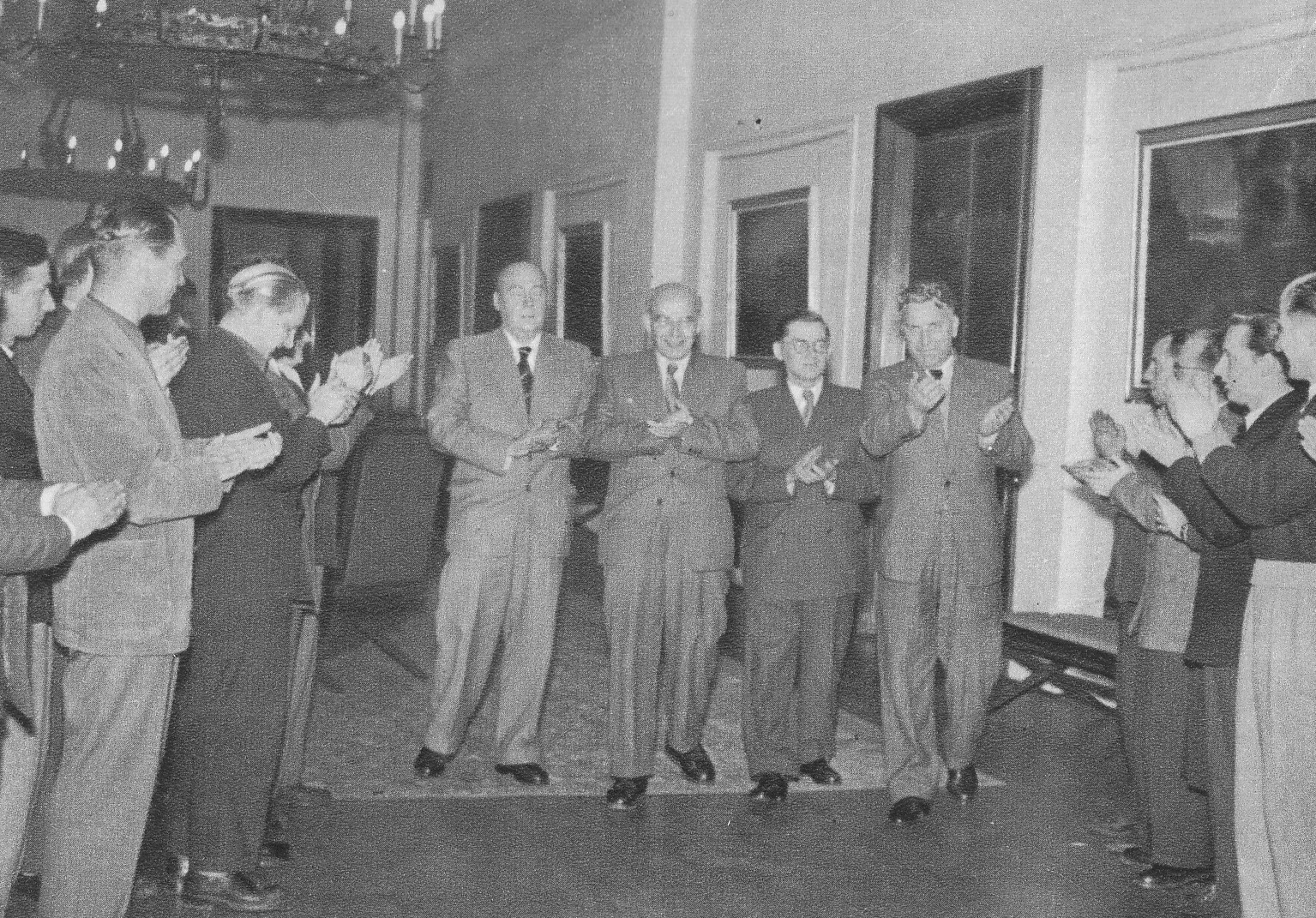
Gomułka podczas VIII Plenum KC PZPR w październiku 1956

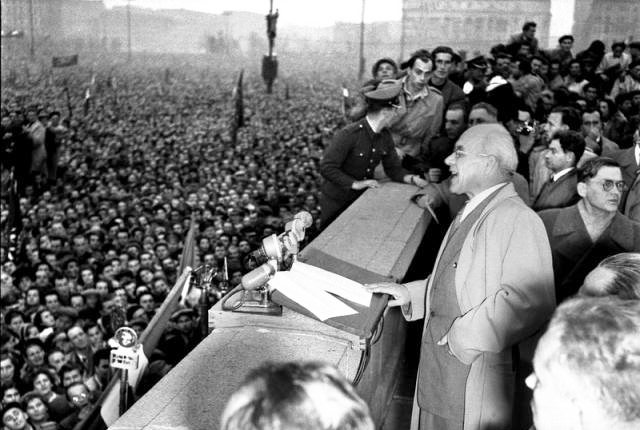
Gomułka na wiecu (1956)

Pierwsze głosy domagające się wyjaśnień w sprawie aresztowania Gomułki padły na naradzie centralnego aktywu partyjnego, która odbyła się na przełomie listopada i grudnia 1954. Decyzję o zwolnieniu Gomułki władze partyjne podjęły 7 grudnia. Gomułkę więziono do 13 grudnia 1954.
6 kwietnia 1956 ówczesny I sekretarz PZPR Edward Ochab poinformował warszawski aktyw partyjny o rehabilitacji Gomułki i oczyszczeniu go z zarzutów wrogiej działalności przy jednoczesnym podtrzymaniu krytycznej oceny jego poglądów politycznych. 9 maja z Gomułką spotkali się wysłannicy władz partyjnych – członkowie Biura Politycznego Roman Nowak i Franciszek Mazur. Gomułka w rozmowie stwierdził, że nie wycofa się ze swych wcześniejszych poglądów, a kilkanaście dni później w liście do BP zażądał zwrotu legitymacji partyjnej i prawa do wystąpienia na posiedzeniu plenum Komitetu Centralnego. 1 sierpnia Biuro Polityczne zadecydowało o zwrocie Gomułce legitymacji partyjnej. W tym samym miesiącu poszczególne frakcje w kierownictwie PZPR oferowały Gomułce stanowisko premiera, co jednak ten konsekwentnie odrzucał, dając do zrozumienia, że interesuje go tylko powrót na stanowisko przywódcy partii. 12 października Gomułka został zaproszony na posiedzenie Biura Politycznego, gdzie przedstawił krytyczną analizę sytuacji polityczno-gospodarczej w Polsce. Decyzją VIII Plenum KC PZPR z 19 października 1956 został dokooptowany w skład KC.
12 października 1956 Władysław Gomułka na posiedzeniu Biura Politycznego KC PZPR powiedział:
Można rządzić narodem, gdy się utraciło jego zaufanie, za pomocą bagnetów, ale kto się orientuje na taką ewentualność, ten sam orientuje się na zagubienie wszystkiego. Do starych metod powracać nie możemy.
21 października Gomułka został wybrany na I sekretarza PZPR. 24 października 1956 wygłosił na wiecu ludności Warszawy na placu Defilad słynne, emocjonalne, 40-minutowe przemówienie zaczynające się słowami „Towarzysze! Obywatele! Ludu pracujący stolicy!”, które zyskało mu powszechną sympatię, a którego początek przeszedł później do kultury masowej. Po dramatycznych pertraktacjach z przybyłymi do Warszawy władzami radzieckimi zdołał uzyskać wycofanie do baz zmierzających na Warszawę oddziałów radzieckich i częściową akceptację władz Związku Radzieckiego dla umiarkowanych reform. W dniach 16–18 listopada przewodniczył udającej się do Moskwy polskiej delegacji, która uzyskała znaczne ustępstwa strony radzieckiej. Gdy jechał do Moskwy, na stacjach kolejowych modliły się za niego tłumy. Jego powrót wywołał entuzjazm.

### Gomułka jako I sekretarz KC PZPR
W pierwszym okresie po październikowym przełomie Gomułka zyskał powszechną sympatię społeczeństwa. Wybory sejmowe z 1957 zapewniły ekipie Gomułki wyjątkową w okresie całej historii PRL legitymizację władzy. Mandat poselski pełnił do Krajowej Rady Narodowej, na Sejm Ustawodawczy oraz na Sejm PRL II, III, IV i V kadencji.
Władysław Gomułka, zdając sobie sprawę z braku popularności idei komunistycznej w Polsce, starał się legitymizować władzę PZPR nie realizacją tej idei, lecz przedstawiając partię jako siłę przywódczą o charakterze lewicowo-narodowym.
W początkowym okresie swoich rządów realizował politykę umiarkowanych reform i odprężenia (zwaną odwilżą gomułkowską), czemu towarzyszyły dekolektywizacja rolnictwa, poprawa stosunków z Kościołem katolickim oraz pierwsze próby uzyskania od Niemiec potwierdzenia granicy na Odrze i Nysie Łużyckiej.
Za koniec ery popaździernikowych reform uznaje się decyzje o zamknięciu 2 października 1957 czołowego pisma reformatorów „Po prostu”, czemu towarzyszyło rozpędzenie przez milicję demonstracji zorganizowanej w celu jego obrony. Zwolennicy Gomułki byli w pierwszym okresie mniejszością w aparacie partyjnym. Zmuszało to Gomułkę do lawirowania między poparciem „rewizjonistów („puławianie”) i dogmatyków („natolińczycy”). Gomułka zaostrzył po 1957 walkę z frakcyjnością w partii. Potępił „rewizjonistów”, zarzucając im, że jedynie w opozycji do nich utrzymuje się silny nurt dogmatyczny w PZPR. „Grypy, nawet w najcięższych objawach, nie leczy się gruźlicą. Dogmatyzmu nie leczy się rewizjonizmem. Rewizjonistyczna gruźlica może tylko spotęgować dogmatyczną grypę.” – stwierdził Gomułka. I sekretarz znalazł się w sytuacji odwrotnej od tej, w której był w latach tuż powojennych. Wtedy miał przeciw nowemu systemowi większość społeczeństwa i sprawną partię oraz resorty siłowe; teraz popierała go większość społeczeństwa, ale partia była skłócona po okresie stalinizmu. Zaczął zabiegać, nawet kosztem zmniejszenia popularności społecznej, o poparcie aparatu partyjnego gdzie większość mieli „natolińczycy”, za główne zadanie stawiając sobie wzrost siły partii jako, na dłuższą metę, ostoi władzy w Polsce.
Po październiku Gomułka potwierdził, że chce utrzymać internacjonalistyczny charakter partii. W kwietniu 1957 sekretariat KC PZPR wydał okólnik poświęcony zwalczaniu antysemityzmu. Stwierdzono w nim m.in.: „Z całą mocą raz jeszcze podkreślamy internacjonalistyczny charakter naszej partii. Nie ma i nie może być w niej miejsca dla ludzi krzewiących poglądy nacjonalistyczne, szowinistyczne, rasistowskie. Nie wolno tolerować w partii ludzi, którzy próbują zatruwać szeregi partyjne jadem nacjonalizmu i antysemityzmu”.
W 1959 i 1961 przeżył dwie próby zamachów na swoje życie. W pierwszym zajściu głównym celem był odwiedzający Polskę Nikita Chruszczow, w drugim celem był sam Gomułka.
Według Józefa Tejchmy, prawdopodobnie jako swojego następcę na stanowisku I sekretarza PZPR widział właśnie jego, wprowadzając go w 1968 do Biura Politycznego.

#### Stosunki z ZSRR
Gomułka w swojej polityce dążył do uzyskania zwiększonej autonomii w stosunku do ZSRR oraz uważał, że Komunistyczna Partia Związku Radzieckiego nie ma prawa do ingerowania w wewnętrzne sprawy PZPR. Protestował też, kiedy 16 członków rządu Polski podziemnej zostało wywiezionych do ZSRR, wykazując tym brak serwilizmu wobec Józefa Stalina.
Straszony w październiku 1956 przez Chruszczowa powrotem Stanisława Mikołajczyka do władzy z emigracji w Kopenhadze Gomułka powiedział Chruszczowowi, dając swoistą wykładnię swojego postrzegania wzajemnych relacji:
(...) wam trzeba było siedzieć w Moskwie i czekać, aż my przyjdziemy prosić was, abyście nas ratowali. Nie rozumiecie, że nam na was powinno bardziej zależeć niż wam na nas, bo nasza władza w tym kraju w dużym stopniu opiera się na waszym poparciu?! Jedna trzecia terytorium naszego państwa zależy od waszych gwarancji.
1 listopada 1956 podczas spotkania z Nikitą Chruszczowem stanowczo sprzeciwił się interwencji Armii Radzieckiej na Węgrzech, a w maju 1957 ostro wystąpił w obronie Imre Nagya i jego grupy. W lutym 1958 na naradzie partii komunistycznych w Moskwie delegacja PZPR na czele z Gomułką sprzeciwiła się zamieszczeniu na końcu komunikatu z narady sformułowania „Ze Związkiem Radzieckim na czele”.
Po objęciu władzy w 1956 Gomułka nakazał propagandzie partyjnej milczenie i nieangażowanie się w żadną wersję odpowiedzialności za mord katyński. Na spotkaniu z młodzieżą 29 października 1956 oświadczył, że rząd polski nie może zająć w tej sprawie stanowiska, gdyż komisje badające tę kwestię pracowały bez udziału strony polskiej. Nie pozostawił jednak wątpliwości, że odpowiedzialnością obarcza ZSRR, stwierdzając, iż wchodzenie z nim w konflikt byłoby sprzeczne z interesami Polski, oraz „byłoby czczą demonstracją”. Wydał polecenie, aby encyklopedia PWN w ogóle nie zamieszczała hasła „Katyń”, a na krzyżu katyńskim umieszczonym na cmentarzu Powązkowskim kazał nie umieszczać żadnej daty, wychodząc z założenia, że skoro nie można ze względów geopolitycznych mówić prawdy, należy wstrzymać się od głoszenia kłamstwa.

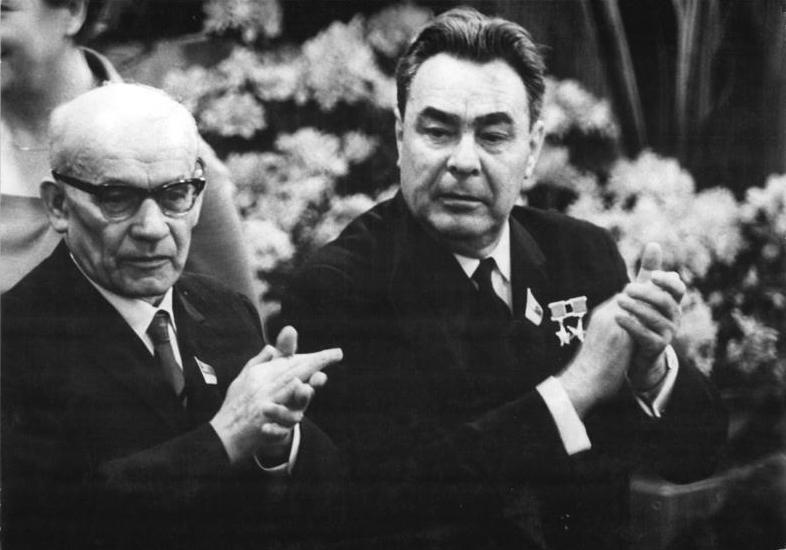
Gomułka i Leonid Breżniew w NRD (1967)

17 grudnia 1956 została podpisana, precedensowa w krajach socjalistycznych, polsko-radziecka umowa o statusie prawnym wojsk radzieckich stacjonujących czasowo w Polsce, kładąca kres bezumownemu przebywaniu wojsk radzieckich w Polsce. Zakładała m.in., że stacjonowanie tych wojsk nie może naruszać suwerenności państwa polskiego i nie może prowadzić do ingerencji w wewnętrzne sprawy PRL (art. 1 umowy). Umowa stała się podstawą do innych umów, które regulowały kwestie limitu liczebności stacjonujących wojsk (40 tys. wojsk lądowych, 17 tys. wojsk lotniczych i 7 tys. marynarki), zasad przemieszczania się jednostek radzieckich po terytorium Polski po ich uprzednim notyfikowaniu władzom polskim, zasady odbywania ćwiczeń (przy udziale polskich obserwatorów), odszkodowań za straty poczynione w związku z ćwiczeniami oraz opłat za posiadanie baz wojskowych.
W marcu 1957 PRL zawarła z ZSRR umowę repatriacyjną, w wyniku której do końca 1958 roku do Polski powróciło 224 tys. osób. Jednocześnie strona polska wystąpiła do strony radzieckiej o umożliwienie przewiezienia do kraju ok. 2 tys. Polaków przebywających w więzieniach w ZSRR.
W ocenie Andrzeja Skrzypka Gomułce udało się w ciągu roku od objęcia władzy ułożyć relacje z ZSRR w ramach istniejących możliwości zgodnie z polskim interesem. Okres po październiku 1956 był w relacjach z ZSRR okresem samorządu. Możliwość ingerencji radzieckich organów bezpieczeństwa była znikoma, ponieważ Nikita Chruszczow zakazał prowadzenia operacji wywiadowczych na terenie krajów socjalistycznych oraz nakazał utrzymywać kontakty ze służbami tych państw na zasadzie współpracy, a nie podporządkowania.
Gomułka nie angażował PZPR w konflikt radziecko-chiński, który narastał od początku lat 60. Uznawał, że pod płaszczykiem konfliktu ideologicznego kryje się kolizja mocarstwowych dążeń obu krajów. I sekretarz skłaniał się do przypisywania części odpowiedzialności za kryzys stronie radzieckiej, gdyż niedostatecznie respektuje ona państwowe interesy Chin i nie traktuje ich jako równorzędnego partnera. Stąd m.in. sprzeciw Gomułki wobec planów Chruszczowa z 1963 roku dotyczących przyjęcia do Układu Warszawskiego Mongolii, co mogłoby być uznane przez Chiny za krok wrogi.
Ambasador PRL w Moskwie donosił na początku lat 60., że w stosunkach z ZSRR osiągnięta została „granica zaufania”, której strona polska nie jest w stanie przekroczyć. Radziecki aparat partyjny nie akceptował w PRL przede wszystkim trzech odmienności od systemu radzieckiego: dopuszczenia do znaczącej roli Kościoła katolickiego, prywatnego rolnictwa oraz liberalizmu w sprawach kultury. Ambasador donosił, że radzieccy oficjele nie są w stanie zrozumieć, dlaczego władze polskie dopuszczają do tolerowania nieortodoksyjnych postaw kulturowych młodzieży. Krytykowali prawo liberalizujące dopuszczalność przerywania ciąży. Jednocześnie podejrzliwość wywoływały rozwijające się kontakty gospodarcze i kulturalne z Zachodem. Dostrzegano też problem w bagatelizowaniu przez stronę polską stosowanych w relacjach z innymi krajami socjalistycznymi zasad kurtuazyjnych (jak wymiana okolicznościowych depesz i listów, delegacji zakładów pracy, czy organizowanie wspólnych uroczystości). Polskie filmy, obrazy i książki oceniano jako zbyt daleko odchodzące od radzieckich wzorców. Wiele polskich gazet nie mogło być wwożonych do ZSRR.
Kolejną płaszczyzną nieporozumień była kwestia relacji Francji z RFN. Gomułka uważał, że z punktu interesu polskiego lepsza jest dominacja francuska nad RFN niż amerykańska. Chruszczow natomiast uważał, że dla bezpieczeństwa Europy korzystniejsza jest dominacja USA nad RFN zapewniona przez NATO.
W 1965 podpisano Układ o Przyjaźni, Pomocy Wzajemnej i Współpracy Powojennej między ZSRR a PRL. Gomułce udało się wynegocjować zawarcie w porozumieniu zobowiązanie ZSRR do gwarantowania nienaruszalności granicy na Odrze i Nysie Łużyckiej, którego to postanowienia nie było w poprzednim traktacie międzypaństwowym z kwietnia 1945. Uznać można, że Gomułka uzyskał w nowym traktacie wszystkie warunki sojuszu, o które zabiegała Warszawa.
ZSRR zależało na jak najlepszych stosunkach z PRL, która po konflikcie Moskwy z Chinami stała się największym aliantem, biorąc pod uwagę czynniki terytorialne i demograficzne.
W stosunkach z ZSRR Gomułka próbował dostosować się do linii Kremla, by wyciągnąć z tego największe z możliwych korzyści. Osnową jego polityki w tym względzie była troska o to, aby ewentualne odejście od porządku jałtańsko-poczdamskiego nie dokonało się kosztem polskich interesów.

#### Stosunki z Kościołem katolickim
W latach 60. XX wieku nastąpiło pogorszenie stosunków państwa z Kościołem. W 1960 zniesiono dzień wolny przypadający w święta Trzech Króli i Matki Boskiej Zielnej. W tym samym roku zabroniono nauki religii w budynkach szkół. Od 1961 władze lokalne pod wpływem władz centralnych zabraniały przeprowadzania procesji Bożego Ciała na ulicach miast. W 1966 władze nie dopuściły do pielgrzymki papieża Pawła VI, który chciał uczcić 1000-lecie chrztu Polski. Milicja „aresztowała” wędrującą kopię obrazu Matki Boskiej Częstochowskiej. W okresie soboru watykańskiego II odmawiano paszportu do Rzymu arcybiskupowi Wrocławia – Bolesławowi Kominkowi, a później prymasowi Stefanowi Wyszyńskiemu.
W stosunku do zajść w marcu 1968 Kościół katolicki zachował daleko idącą wstrzemięźliwość, nie chcąc brać udziału w walce wewnętrznej w PZPR. Doprowadziło to do zmiany postrzegania przez Gomułkę roli Kościoła w państwie. Kościół w dalszym ciągu pozostawał przeciwnikiem politycznym, ale okazało się, że tak jak w 1956 i 1957 roku może on odegrać rolę stabilizatora sytuacji. Sprawom ograniczenia roli Kościoła zaczęto poświęcać coraz mniej uwagi, a w polityce wobec duchowieństwa pojawiły się elementy pragmatyczne.

#### Gomułka a aparat bezpieczeństwa
W czasie swoich rządów Gomułka nie dowierzał aparatowi bezpieczeństwa i zachowywał w stosunku do niego dystans. Dbał o to, by na czele resortu spraw wewnętrznych nie stawiać osób mających mocną formalną pozycję w aparacie partyjnym. Nigdy nie odwiedził siedziby MSW przy ul. Rakowieckiej. Nie przyjmował zaproszeń na zebrania z kadrą aparatu bezpieczeństwa.
W PRL przez 8 pierwszych lat rządów Władysława Gomułki nie było procesów politycznych ani więźniów politycznych.

#### Polityka gospodarcza i społeczna ekipy Gomułki
Gomułka jako fundament swojej polityki rolnej ogłosił niestosowanie przemocy dla dokonywania zmian w stosunkach rolnych. Na początku swoich rządów zezwolił na rozwiązywanie spółdzielni rolniczych (założonych często pod przymusem w czasach stalinizmu). Uznano, że indywidualne gospodarstwa chłopskie nie są sprzeczne z doktryną socjalizmu. W 1959 odbył się I Krajowy Zjazd Kółek Rolniczych. Według zamysłu Gomułki, wprowadzając instytucję kółek rolniczych należało się oprzeć na doświadczeniach historycznych ruchu spółdzielczego i samoorganizacji wytwórców w Wielkopolsce. Na skutek tej decyzji powstała masowa organizacja chłopska. W latach 60. rozpoczęto budowę zakładów chemicznych pracujących na potrzeby rolnictwa, co w okresie późniejszym zaowocowało dużym postępem w nawożeniu mineralnym i chemizacji produkcji rolnej. Zapoczątkowano rozbudowę i modernizację przemysłu maszyn rolniczych. Na gruncie teoretycznym rozpoczęto pracę nad możliwościami stymulacji rolnictwa przez mechanizmy ekonomiczne, a nie wyłącznie administracyjne. Jednocześnie utrzymano administracyjny system obowiązkowych dostaw płodów rolnych przez indywidualnych rolników i rozległy system kontraktacji, warunkujący dostęp rolników do środków produkcji od dostaw produktów rolnych do skupu. Utrzymywał się stan upośledzenia socjalnego rolników w stosunku do ludności miejskiej (brak powszechnego systemu ubezpieczeń społecznych oraz opieki zdrowotnej). Ziemia państwowa nie mogła być sprzedawana w prywatne ręce. Również np. nowo wyprodukowane ciągniki mogły być użytkowane na potrzeby zespołowe.
Wielokrotnie Gomułka w rozmowach z przywódcami innych krajów socjalistycznych stawiał problem wzmocnienia integracji krajów Rady Wzajemnej Pomocy Gospodarczej, stawiając za wzór kraje Zachodniej Europy. W 1966 zgłosił w ramach RWPG projekt stopniowego przekształcenia rubla transferowego w międzynarodowy pieniądz krajów socjalistycznych. Podjęto rozmowy z innymi członkami RWPG w sprawie wymienialności walut krajów socjalistycznych.
USA przyznały w latach pięćdziesiątych PRL, jako jedynemu krajowi socjalistycznemu, tzw. klauzulę najwyższego uprzywilejowania w stosunkach gospodarczych, co pozwoliło np. uzyskać bezodsetkowy kredyt na import zboża spłacany w złotówkach.
W latach 60. prowadzono korzystną politykę względem rzemiosła. W 1965 objęto rzemieślników powszechnym i obowiązkowym ubezpieczeniem społecznym. Pod koniec dekady umożliwiono rzemieślnikom korzystanie z ryczałtowego opodatkowania. Dla prywatnych eksporterów wprowadzono korzystny tzw. ryczałt eksportowy.
Z okazji jubileuszu Tysiąclecia Państwa Polskiego jeszcze w 1958 na XII Plenum KC PZPR Gomułka wygłosił przemówienie rozpoczynające akcję „Tysiąc szkół na Tysiąclecie Państwa Polskiego”, w ramach której wybudowano do 1966 roku 1417 szkół podstawowych, tak zwanych „tysiąclatek”.
Na początku 1970 roku Gomułka dostrzegał pogarszającą się sytuacje gospodarczą. 16 kwietnia 1970 na naradzie aktywu partyjnego i państwowego stwierdzał: „Nasza sytuacja gospodarcza, sytuacja naszego przemysłu, a nawet całej gospodarki narodowej, przedstawia się w niedobrym świetle (...) Któż za to ponosi odpowiedzialność? Odpowiedzialność ponosi partia (...). (...) w aparacie administracyjno-gospodarczym dzieje się coś głęboko niedobrego. Zaistniała więc sytuacja, która wymaga radykalnej zmiany. Nie tylko kroczymy starym szlakiem – szlakiem sprzed wielu lat – nie poprawiamy naszej sytuacji gospodarczej, ale przeciwnie pogarszamy. (...) Towarzysze, tak dalej iść nie można. (...) Przecież towarzysze, nie ma większego skandalu, większej demoralizacji, jak tak pogardliwy stosunek do pewnych kryteriów ekonomicznych, takie deptanie wszystkich elementarnych zasad ekonomicznych. (...) Jeszcze tak parę lat na tej drodze, a staniemy się krajem, z którym nikt się nie liczy. Nie tylko nie mamy możliwości rozwoju gospodarczego, ale tracimy naszą niezależność polityczną.”.

#### 1968 rok
W II połowie lat 60. zaostrzył kurs, zwiększając jednocześnie nacisk na „właściwe stosunki” ze Związkiem Radzieckim, czego skutkiem było zdjęcie ze sceny Dziadów w reż. Kazimierza Dejmka. W czasie jego rządów doszło do antysemickiej kampanii w 1968, która spowodowała kilkunastotysięczną emigrację Żydów z Polski. Na uwagę zasługuje fakt, iż sam był mężem Zofii (Liwy) Szoken – Polki pochodzenia żydowskiego. Uważa się, że w 1968 utracił kontrolę nad aparatem partyjnym prowadzącym kampanię antysemicką. Wierzył w atak sił antysocjalistycznych i rewizjonistycznych i łączył je w jedno na tle analogii z sytuacją zaistniałą w Czechosłowacji. Zdał sobie jednak sprawę, że został wmanewrowany w powstałą sytuację przez grupę Mieczysława Moczara. Przed przemówieniem do aktywu partyjnego stolicy w Sali Kongresowej 19 marca 1968 kazał usunąć antysemickie hasła z sali. Z jednej strony przemówienie Gomułki zawierało atak na „syjonistów”, sankcjonując niejako dotychczasową kampanię prowadzoną pod hasłami „antysyjonistycznymi”, z drugiej jednak strony ujęcie „problemu żydowskiego” zasadniczo odbiegało od tonu propagandy marcowej i było przez niektórych odczytywane jako chęć wyhamowania nagonki antysemickiej. 5 maja doszło do spotkania Gomułki z egzekutywą Komitetu Wojewódzkiego PZPR w Warszawie (Gomułka: „(...) wystąpiło szereg wypaczeń (...). Jedna sprawa praca, a druga polowanie na Żydów”), po którym wystosowała ona samokrytyczny list do podstawowych organizacji partyjnych krytykujący „pewne nieprawidłowości”, do jakich doszło w marcu, oraz „nietrafne i niesprawiedliwe decyzje”. W rozmowie z Józefem Kępą – ówczesnym sekretarzem Komitetu Warszawskiego PZPR – Gomułka stwierdził: „To jest niedopuszczalne w Partii! Jeśli Partia ma być antysemicka, to ja mam w dupie taką partię!”. Pod koniec maja 1968 wezwał do siebie kierownika Biura Prasy KC Stefana Olszowskiego i powiedział: „Jeżeli jutro w jakiejkolwiek gazecie zobaczę słowo syjonista, to wy towarzyszu stracicie stanowisko”. Po wypadkach marcowych pozycja polityczna Gomułki uległa osłabieniu.
Gomułka był aktywnym orędownikiem interwencji zbrojnej państw Układu Warszawskiego w Czechosłowacji w 1968, uważając, że prozachodnia i proniemiecka polityka władz w Czechosłowacji zagrozi polityce Warszawy zmierzającej do wymuszenia na Niemczech Zachodnich uznawania negowanej wówczas oficjalnie przez RFN granicy Polski na Odrze i Nysie Łużyckiej. Krytykował władze ZSRR za „opieszałość” w tej sprawie. „Znajdujemy się wszyscy na tej samej łodzi i suwerenność nie może oznaczać dla nikogo prawa wywiercania dziury pod sobą, gdyż utoniemy wówczas wszyscy” – stwierdzał w związku z sytuacją w Czechosłowacji.

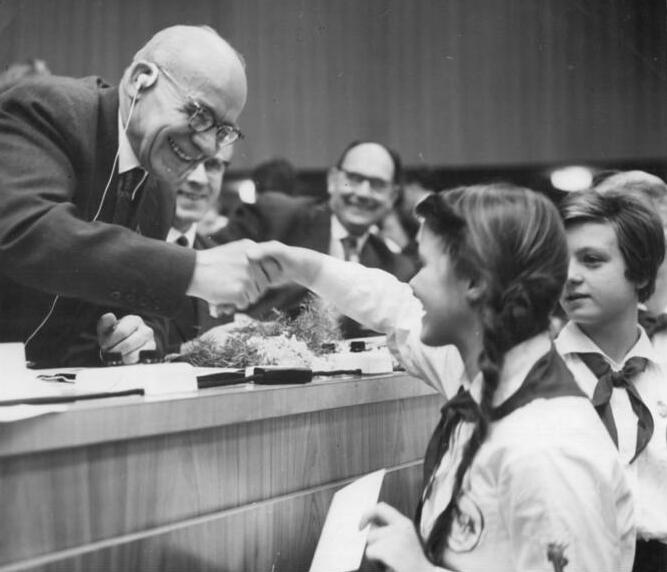
Władysław Gomułka (po lewej) witany przez członków Pionierororganisation Ernst Thälmann (NRD, 1963)

#### Walka o uznanie granicy zachodniej Polski. Układ z Niemcami Zachodnimi w 1970
Najważniejszym z punktu widzenia interesów polskich problemem w polskiej polityce zagranicznej był szeroko pojęty problem niemiecki, w tym prawno-międzynarodowe uznanie granicy na Odrze i Nysie Łużyckiej.
Do 1948 władze Niemiec Wschodnich wielokrotnie, kierując się koniecznością politycznej rywalizacji z miejscową socjaldemokracją i licząc się z nastrojami społecznymi, podnosiły kwestię tymczasowości polskich granic zachodnich. Dopiero brak poparcia ze strony Związku Radzieckiego spowodował, że Berlin w grudniu 1947 ostatecznie uznał polską granicę zachodnią. Traktat podpisany w Zgorzelcu 6 lipca 1950 między Polską a Niemcami Wschodnimi stwierdzał, że wspólna granica „stanowi granicę pomiędzy Polską a Niemcami”. Niemcy Zachodnie granicy polskiej nie uznawały.
Przełom roku 1956 przyniósł uzyskanie marginesu swobody w polityce międzynarodowej państw socjalistycznych w stosunku do polityki radzieckiej. W szczególności dotyczyło to Polski, która dążyła w tym czasie do zwiększenia samodzielności względem Moskwy (w zakresie akceptowalnym przez Kreml). Od 1955 władze Polski wyrażały gotowość normalizacji stosunków z Niemcami Zachodnimi. W lutym tego samego roku Rada Państwa wydała dekret o zakończeniu stanu wojny z Niemcami. Ocieplanie relacji wzajemnych ograniczało się jednak tylko do wznowienia możliwości podróżowania obywateli polskich do Niemiec Zachodnich i podjęciu wymiany kulturalnej. Kanclerz Konrad Adenauer odmawiał nawiązania bardziej intensywnych kontaktów z Warszawą, uznając, że losy zjednoczenia Niemiec (co było jego głównym celem), a co za tym idzie i granic nowych Niemiec, decydują się w Moskwie. Polska proponowała rozpoczęcie rozmów dwustronnych bez warunków wstępnych, czyli przejście do porządku dziennego nad kwestiami różniącymi strony (granice), licząc, że nawiązanie relacji będzie oznaczało de facto akceptację granic bez ich formalnego uznania.

Za credo polityki Gomułki w sprawie granic zachodnich Polski można uznać słowa, które wypowiedział do dziennikarzy w 1957 roku: 

My w perspektywie naszego rozwoju historycznego będziemy mieli niemało trudności, zanim potrafimy ostatecznie utrwalić w krajach kapitalistycznych, w opinii Zachodu i w oficjalnym stanowisku tych krajów nasze zachodnie granice. To nie drobiazg, to nie frazes. To jest kwestia, czy Polska ma być Księstwem Warszawskim, czy ma być Polską.

Po dojściu Władysława Gomułki do władzy jednym z filarów polityki polskiej w kwestiach niemieckich było wzmocnienie pozycji międzynarodowej Niemiec Wschodnich, gdyż Gomułka wychodził z założenia, że Niemcom podzielonym na dwa skonfliktowane państwa trudniej będzie podnosić pretensje w kwestii granic polskich. Warszawa z niepokojem obserwowała proces wzmacniania pozycji międzynarodowej Niemiec Zachodnich (odzyskanie pełnej suwerenności w 1954, wejście do Organizacji Traktatu Północnoatlantyckiego (NATO); Stany Zjednoczone nie wykluczały również uznania zabiegów Niemiec Zachodnich o przyznanie armii zachodnioniemieckiej taktycznej broni nuklearnej). Gomułka uznał, że Polska musi aktywnie włączyć się do europejskiej rozgrywki mocarstw dążąc do zmniejszenia napięcia między blokami, którego narastanie groziło możliwością rozmieszczenia radzieckiej broni nuklearnej na terytorium Polski, a co za tym idzie zmniejszeniem suwerenności. 2 października 1957 minister spraw zagranicznych Adam Rapacki zgłosił na sesji Organizacji Narodów Zjednoczonych propozycję zakazu produkcji i magazynowania broni nuklearnej na terytorium obu państw niemieckich i Polski i utworzenia na tych terytoriach strefy bezatomowej (tzw. „plan Rapackiego”). Zachód odrzucił plan, uznając, że z punktu widzenia militarnego jest on korzystny dla państw Układu Warszawskiego oraz „tylnymi drzwiami” prowadzi do uznania podziału Niemiec, a także uznania istnienia Niemiec Wschodnich. Moskwa zachowała wobec planu daleko idącą wstrzemięźliwość, starając się później włączyć idee planu do swoich propozycji dyplomatycznych. Niechętnie do planu odniosły się Niemcy Wschodnie, uznając go za przejaw chęci Warszawy dogadania się z Niemcami Zachodnimi ponad głowami Berlina (władze wschodnioniemieckie były jedynie szczątkowo konsultowane na wstępnym etapie powstawania planu). Propagowana przez Związek Radziecki w połowie lat 50. koncepcja zjednoczenia Niemiec pod warunkiem ich neutralizacji niepokoiła polskie władze obawiające się, że negocjacje w tej sprawie mogę prowadzić do ponownego pojawienia się tematu granic i zmiany polityki radzieckiej w kwestii gwarancji radzieckich dla ich niezmienności. Dlatego za sukces swojej polityki poczytywał sobie Gomułka spowodowanie wizyty I sekretarza KPZR Chruszczowa w Szczecinie w 1959 (pierwsza wizyta znaczącego zagranicznego polityka w tym mieście), co podkreślało uznanie ZSRR dla polskości miasta.
Kolejnym sukcesem sprawy polskiej w kwestii granic była deklaracja prezydenta Charles’a de Gaulle’a z marca 1959, który publicznie stwierdził, że warunkiem wstępnym zjednoczenia Niemiec jest uznanie przez nie polskiej granicy zachodniej. Po tych wydarzeniach Gomułka zadecydował o zaostrzeniu polityki wobec Niemiec Zachodnich i od tej pory uzależniał nawiązanie stosunków dyplomatycznych z Bonn od uznania przez Niemcy Zachodnie polskiej granicy. Polskie władze przyjęły budowę muru berlińskiego w sierpniu 1961 pozytywnie, jako czynnik oddalający możliwość zjednoczenia Niemiec.
Po odejściu ze sceny politycznej kanclerza Adenauera władze zachodnioniemieckie zaczęły korygować jego politykę. Zamiast koncentrowania się wyłącznie na relacjach ze Związkiem Radzieckim postanowiły zintensyfikować kontakty gospodarcze i kulturalne z krajami socjalistycznymi, oprócz Niemiec Wschodnich, licząc na narastającą izolację Berlina również w obozie socjalistycznym. W 1963 otwarto m.in. w Warszawie zachodnioniemiecką misję gospodarczą. Polityka Niemiec Zachodnich zaczęła jednak rodzić obawy nie tylko Niemiec Wschodnich, ale i Polski, albowiem Gomułka podejrzewał, że Bonn będzie chciało normalizować stosunki z pozostałymi krajami socjalistycznymi bez konieczności uznawania polskiej granicy zachodniej. Gomułka wraz z przywódcą Niemiec Wschodnich Walterem Ulbrichtem wymogli na niechętnym w tym względzie Leonidzie Breżniewie zwołanie narady ministrów spraw zagranicznych państw socjalistycznych, która miałaby za zadanie ujednolicenie ich polityki względem Niemiec Wschodnich. Obawy polskiego kierownictwa nie były płonne. W styczniu 1967 Rumunia, pod przywództwem Nicolae Ceaușescu, nawiązała stosunki dyplomatyczne z Bonn, mimo nieuznania przez Niemcy Zachodnie powojennego systemu granic. Bukareszt odmówił też wysłania swego ministra na wspomnianą naradę. W stosunku do pozostałych krajów socjalistycznych starania Gomułki zakończyły się sukcesem. W 1967 doszło do istotnych spięć na linii Gomułka-Ulbricht. Gomułka zaczął lansować koncepcję tzw. „żelaznego trójkąta” Warszawa-Berlin-Praga, który miałby występować nie tylko z jednolitym stanowiskiem wobec Bonn, ale również stanowiłby płaszczyznę głęboko idącej integracji gospodarczej. Miał to być sposób na odciągnięcie Niemiec Wschodnich od coraz mocniejszych kontaktów gospodarczych z Niemcami Zachodnimi, które Berlin przedkładał ponad współpracę w ramach RWPG. Gomułka obawiał się, że jest to cichy sposób prowadzący do zjednoczenia Niemiec. Gomułka zagroził w rozmowach z Breżniewem, że w razie pogłębiających się problemów we współpracy z Niemcami Wschodnimi oraz biorąc pod uwagę nieskoordynowane działania innych krajów socjalistycznych w kwestiach relacji gospodarczych z Niemcami Zachodnimi, Polska będzie zmuszona do podjęcia samodzielnych rokowań z Bonn. Gomułka, widząc również wzmacniającą się pozycję Niemiec Wschodnich w obozie socjalistycznym oraz ich wzrastającą stabilizację społeczną i gospodarczą, zaczął uznawać, że dalsze umacnianie geopolitycznej pozycji Berlina zaczyna kolidować z polskimi interesami. W 1968 Gomułka, obawiając się, że nowe władze czechosłowackie w ramach polityki „Praskiej Wiosny” porzucą relacje z Polską na rzecz otwarcia na Niemcy Zachodnie bez warunku uznania naszej granicy zachodniej, stał się jednym z inicjatorów interwencji państw Układu Warszawskiego w sierpniu tego samego roku w Czechosłowacji.
Od 1968 rozpoczął się proces zbliżenia na linii Warszawa-Bonn. Ministrem spraw zagranicznych w rządzie koalicyjnym został Willy Brandt, przywódca Socjaldemokratycznej Partii Niemiec. Jego publiczne wypowiedzi wskazywały, że socjaldemokraci uznają nienaruszalność polskich granic. Podjęto poufne rozmowy z władzami zachodnioniemieckimi. Po kolejnym odrzuceniu przez Niemcy Wschodnie polskich propozycji zacieśnienia współpracy Gomułka zadecydował o wyjściu z nową inicjatywą wobec władz zachodnioniemieckich. 17 maja podczas spotkania wyborczego w Warszawie przedstawił Niemcom Zachodnim ofertę zawarcia dwustronnego układu między PRL a RFN na bazie uznania przez Bonn polskiej granicy zachodniej. Było to zerwanie z dotychczasową linią polityczną zakładającą, że nawiązanie relacji z RFN może nastąpić dopiero po uznaniu przez Bonn istnienia NRD. Gomułka zaskoczył swoją nową koncepcją zarówno Berlin, jak i Moskwę, z którymi nie konsultował propozycji. Władze Niemiec Wschodnich zareagowały, odwołując się do Moskwy o zdyscyplinowanie władz polskich. Jednocześnie odwołały wizytę ministra spraw zagranicznych w Warszawie oraz zaczęły naciskać na stronę polską w kwestii zrewidowania układu zgorzeleckiego w kierunku zmiany stwierdzenia, iż reguluje on granicę „polsko-niemiecką” na stwierdzenie, że reguluje „granicę między PRL a NRD”. Takie też sformułowania znalazły się we wschodnioniemieckim projekcie układu normalizującego stosunki NRD-RFN, jaki został przekazany Bonn. W rozmowie z Ulbrichtem Gomułka stwierdził: „Czy myślicie, że jestem głupi i nie wiem, co się za tym kryje?!”. Takie ujęcie interpretacyjne pozwalało uchylić się Bonn od uznania polskiej granicy zachodniej jako granicy między państwami trzecimi (w marcu 1970 Polska wystosowała oficjalny protest dyplomatyczny do Niemiec Wschodnich w tej sprawie). Gomułka stawiał zarzut stronie wschodnioniemieckiej, że swoją polityką pokazuje niewdzięczność za wieloletnie wspieranie przez Warszawę Niemiec Wschodnich na scenie międzynarodowej. W październiku 1969 kanclerzem Niemiec Zachodnich został Willy Brandt. Kreml, który sam rozpoczął negocjacje z Niemcami Zachodnimi o normalizacji stosunków, nie wystąpił bezpośrednio przeciwko strategii Gomułki w kontaktach z nowymi władzami niemieckimi, ale zalecał powściągliwość. Gomułka naciskał Breżniewa, by w rozmowach z Bonn podkreślał konieczność uznania przez Niemcy Zachodnie nienaruszalności powojennych granic w Europie. Kreml oceniał postulaty polskie z jednej strony jako mało realne ze względu na trudność w zaakceptowaniu ich przez władze Niemiec Zachodnich, a z drugiej strony obawiał się, że samodzielne uregulowanie przez Polskę sprawy granic z Niemcami Zachodnimi może prowadzić do utraty przez Związek Radziecki roli gwaranta granic zachodnich Polski. Niemcy Zachodnie podpisały traktat ze ZSRR w sierpniu, a traktat z Polską w listopadzie tego samego roku, uznając wszystkie żądania Warszawy odnośnie do kwestii gwarancji granicy zachodniej Polski. Uroczyste podpisanie układu PRL-RFN nastąpiło 7 grudnia 1970.

#### Grudzień 1970. Ustąpienie ze stanowiska
W grudniu 1970 Władysław Gomułka postanowił wprowadzić podwyżkę cen na mięso i jego przetwory, co w konsekwencji doprowadziło do protestów społecznych. W tym samym miesiącu na polecenie Biura Politycznego stłumiono robotnicze manifestacje na Wybrzeżu, przy czym śmierć poniosło kilkadziesiąt osób. 20 grudnia 1970, pod naciskiem zwolenników Edwarda Gierka, został zmuszony do ustąpienia ze stanowiska I sekretarza, a w 1971 przeniesiony na emeryturę. Sam Gomułka, w rozmowie z Andrzejem Werblanem w 1981 był przekonany, że został obalony przez spisek inspirowany z Moskwy. To Breżniew mnie zdjął, zawsze miałem kiepską opinię o nim jako o polityku i nie ukrywałem tego – stwierdził.

### Emerytura i pamiętniki

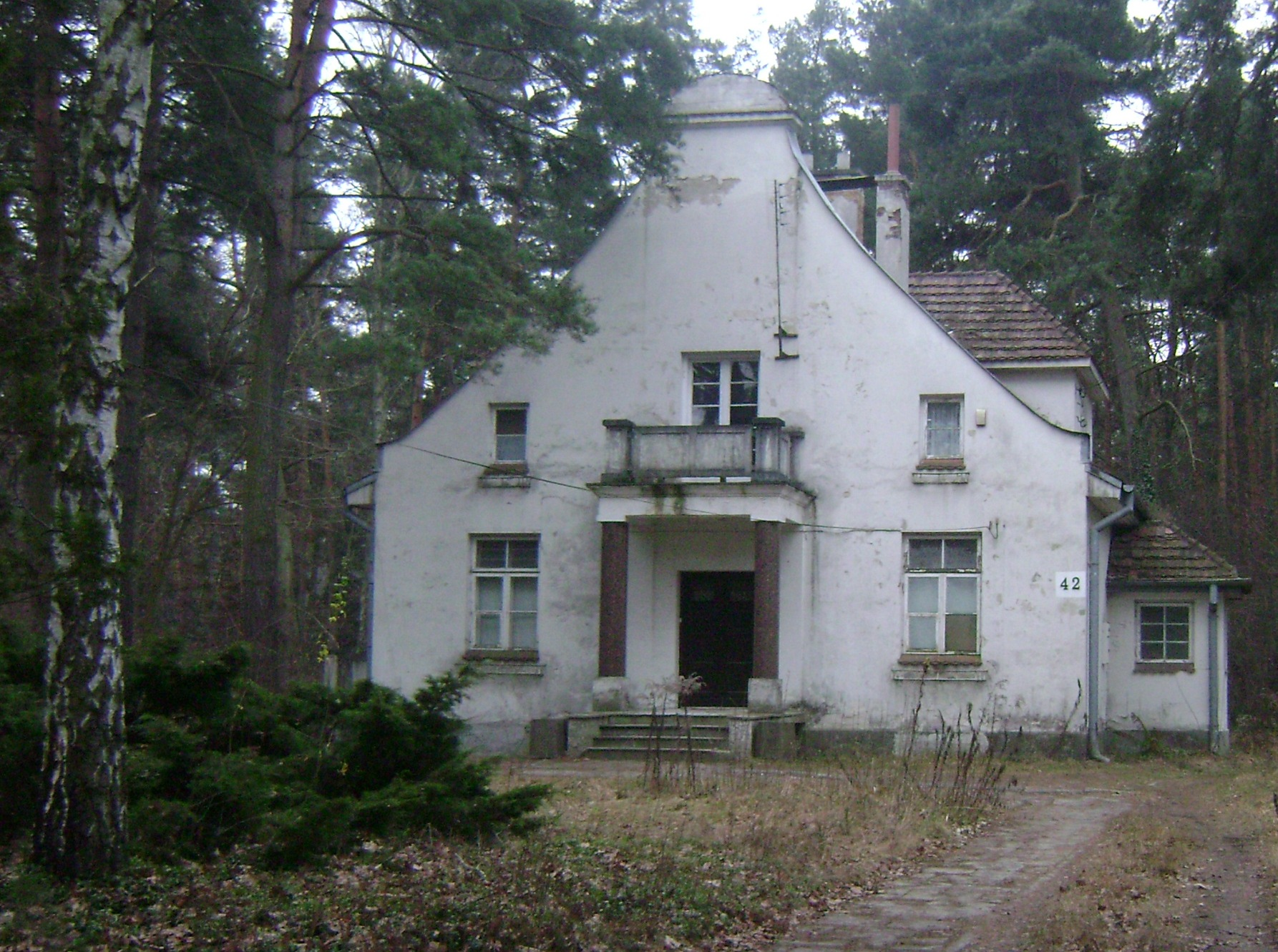
Dom w Konstancinie-Jeziornie, w którym mieszkał Władysław Gomułka jako emeryt

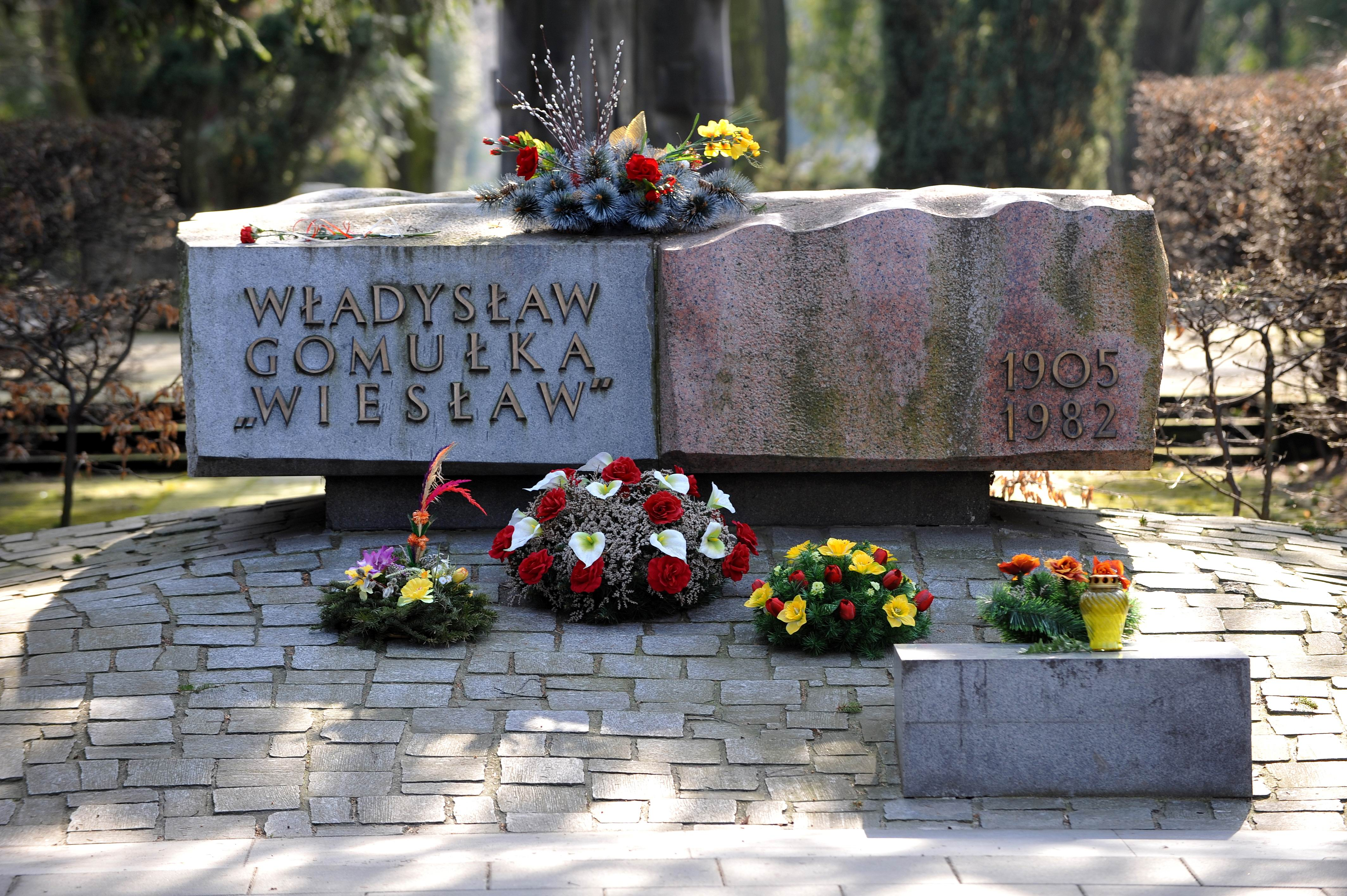
Grób Gomułki na Cmentarzu Wojskowym na warszawskich Powązkach

Po odsunięciu od władzy Gomułka kilkakrotnie pisał listy do KC PZPR. W liście z 21 marca 1971 stwierdzał m.in.: „(...) rok 1971 jest dopiero pierwszym rokiem otwierającym wieloletni cykl obciążenia naszej gospodarki pożyczkami i kredytami na cele konsumpcyjne. (...) żyjemy dzisiaj na konto dochodu narodowego, który mamy wytworzyć jutro.”. A odnosząc się do wydarzeń grudniowych, pisał: „Dla utrzymania porządku publicznego władza musi w takich przypadkach użyć środków przemocy włącznie z zastosowaniem broni palnej. Jest to w pełni uzasadnione i uprawnione. (...) Jeżeli raz udało się obalić kierownictwo partii na drodze nacisku ulicy, co zostało przez nowe kierownictwo w pełni usprawiedliwione – stworzono tym samym bardziej niebezpieczny niż dotąd może się wydawać, precedens na przyszłość”.
Wiosną 1973 w wydawanym w Izraelu dzienniku w języku polskim „Nowiny-Kurier” ukazał się tekst Moje czternaście lat – zwierzenia Władysława Gomułki. Tekst okazał się fałszywką, który bardzo poruszył Gomułkę. Zachował się dokument, który były I sekretarz wysłał po odejściu ekipy Gierka na ręce ówczesnego sekretarza PZPR Tadeusza Grabskiego, przewodniczącego komisji dla oceny odpowiedzialności członków PZPR pełniących funkcje kierownicze powołanej w kwietniu 1981. Być może to było powodem, dla którego zaczął wtedy spisywać swe wspomnienia. Zdążył opisać okres do 1945 roku. Pamiętniki wydano drukiem po raz pierwszy w 1994 w dwóch tomach w opracowaniu Andrzeja Werblana, nakładem oficyny BGW.
W 1974 oraz 1979 wybierany na kolejnych kongresach Związku Bojowników o Wolność i Demokrację w skład Rady Naczelnej tej organizacji.

### Śmierć i pogrzeb
Zmarł rano 1 września 1982 na raka płuc w Konstancinie. Trumnę ze zwłokami wystawiono w Sali Kolumnowej Sejmu 5 września 1982. Został pochowany w Alei Zasłużonych na Cmentarzu Wojskowym na Powązkach w Warszawie (kwatera A27-Aleja Zasłużonych-1) 6 września 1982. W pogrzebie uczestniczyli m.in. I sekretarz KC PZPR, prezes Rady Ministrów, gen. armii Wojciech Jaruzelski, przewodniczący Rady Państwa prof. Henryk Jabłoński, marszałek Sejmu PRL Stanisław Gucwa, członkowie Biura Politycznego i sekretariatu KC PZPR, a także liczne grono współpracowników z lat 50. i 60. Mowy pogrzebowe wygłosili: członek Biura Politycznego KC PZPR Kazimierz Barcikowski – w imieniu władz PZPR oraz Ignacy Loga-Sowiński – w imieniu współpracowników i przyjaciół.

## Życie prywatne
Władysław Gomułka od 1928 był w związku z Liwą Szoken, polską działaczką komunistyczną pochodzenia żydowskiego, którą poznał podczas działalności związkowej w Zawierciu w 1928. Para wzięła ślub cywilny 21 kwietnia 1951, przed aresztowaniem Gomułki. W 1930 urodził się ich syn Ryszard (w 1970 wiceminister handlu zagranicznego i gospodarki morskiej), który później przyjął nazwisko Strzelecki-Gomułka. Drugi syn zmarł w dzieciństwie. W latach 1932–1944 syn Gomułków przebywał pod opieką dziadków, w związku z uwięzieniem rodziców w międzywojennej Polsce, a potem w związku z ich konspiracyjną działalnością podczas okupacji. Był członkiem rady Fundacji Archiwum Dokumentacji Historycznej PRL.
Od czasu powrotu do Warszawy po okupacji Gomułka mieszkał przy alei Wojska Polskiego 16. Po uwolnieniu Gomułka wraz z żoną mieszkał w Warszawie pod adresem aleja Na Skarpie 19 m. 6. Jednocześnie miał do dyspozycji willę wypoczynkową w Śródborowie koło Otwocka. Po ustąpieniu ze stanowiska I sekretarza PZPR przekazano mu do użytkowania dom będący własnością Urzędu Rady Ministrów w Konstancinie przy ul. Krajowej Rady Narodowej 20 (obecnie Potulickich 42). Był przesadnie oszczędnym człowiekiem, szczególnie w porównaniu do innych wpływowych polityków, takich jak Józef Cyrankiewicz. Według Eleonory Salwy-Syzdek Gomułka był najbardziej pracowitym spośród pierwszych sekretarzy. Słynął z długich przemówień. Chodził względnie wcześnie spać.

## Upamiętnienie
W 1983 w Szkole Podstawowej Nr 14 w Krośnie ustawiono tablicę upamiętniającą Władysława Gomułkę.
W listopadzie 1986 przed Fabryką Samochodów Osobowych, gdzie w latach 1957–1971 Gomułka był członkiem organizacji partyjnej, odsłonięto jego popiersie.
W Krośnie imieniem Władysława Gomułki nazwano Szkołę Podstawową nr 14 (jako pierwszą w Polsce z jego patronatem), a na początku lutego 1985 otwarto Muzeum Biograficzne Władysława Gomułki, utworzone w jego rodzinnym domu przy ul. Mostowej 5. Władysław Gomułka przestał być patronem szkoły w 1989.
Imieniem Władysława Gomułki nazwano ulice w Łodzi, Gliwicach, Bielsku Podlaskim, Ostrzeszowie i Krośnie (nazwę w Łodzi zmieniono w 1990 roku, natomiast dwóch ostatnich w 2017 na mocy tzw. ustawy dekomunizacyjnej). Nazwę ulicy w Gliwicach zmieniono w 2018.
Postać Władysława Gomułki pojawiła się w kilku filmach, m.in. Żołnierze wolności (1977, rolę grał Paweł Nowisz), Czarny Czwartek (2011, odtwórcą roli był Wojciech Pszoniak) oraz Prorok (2022, zagrał go Adam Ferency). Powstały również dokumenty opowiadające o jego życiu i działalności, m.in. film dokumentalny fabularyzowany Towarzysz Wiesław w reżyserii Piotra Boruszkowskiego.

## Ordery i odznaczenia

### Polskie
- Order Budowniczych Polski Ludowej (1959)[135][136]
- Krzyż Wielki Orderu Odrodzenia Polski (19 lipca 1946)[137]
- Order Krzyża Grunwaldu I klasy (1945)[138]
- Krzyż Partyzancki (12 czerwca 1946)[139]
- Medal za Warszawę 1939–1945 (17 stycznia 1946)[140]
- Medal Rodła (pośmiertnie, 1985)[141]
- Odznaka 1000-lecia Państwa Polskiego (1963)[142]
- Złota Odznaka honorowa „Za Zasługi dla Warszawy” (1960)[143]
- Honorowa Odznaka Miasta Łodzi (19 stycznia 1960[144][145])
- Odznaka honorowa „Za zasługi dla Gdańska” (1960)[146]
- Odznaka honorowa „Zasłużony dla Warmii i Mazur” (1960)[147]
- Złota odznaka „Zasłużonemu w rozwoju województwa katowickiego” (1960)[148]
- Odznaka XV-lecia Wyzwolenia Dolnego Śląska (1960)[149]
- Odznaka „Zasłużony dla województwa rzeszowskiego” (1966)[150]
- Odznaka „Zasłużonemu Opolszczyźnie” (1968)[151]
- Odznaka Honorowa Polskiego Czerwonego Krzyża I stopnia (1959)[152]
- Odznaka tytułu honorowego „Zasłużony Górnik Polskiej Rzeczypospolitej Ludowej” (1965)[153]
- Złota odznaka Związku Nauczycielstwa Polskiego (1958)[154]
- Odznaka honorowa Związku Zawodowego Budowlanych (1963)[155]
- Złota odznaka Związku Zawodowego Chemików (1966)[156]
- Złota odznaka „Zasłużony działacz Związku Zawodowego Górników” (1968)[157]
- Złota odznaka 40-lecia Związku Zawodowego Chemików (1961)[158]
- Odznaka „Budowniczy Nowej Huty” (1959)[159]
- Medal Grunwaldzki nadany przez Ogólnopolski Komitet Frontu Jedności Narodu dla upamiętnienia 550. rocznicy zwycięstwa odniesionego nad zaborczym Zakonem Krzyżackim (1960)[160]

### Zagraniczne
- Order 9 września 1944 I stopnia – Bułgaria (1948)[161]
- Order Georgi Dimitrowa – Bułgaria (1967)[162]
- Krzyż Wielki Orderu Lwa Białego – Czechosłowacja (1947)[163]
- Krzyż Wielki Orderu Legii Honorowej – Francja (1967)[164]
- Order Wyzwolenia Narodowego – Jugosławia (1947)[165]
- Wielka Gwiazda Orderu Gwiazdy Jugosłowiańskiej – Socjalistyczna Federacyjna Republika Jugosławii (1964)[166]
- Wielki Łańcuch Orderu Orła Azteckiego – Meksyk (1963)[167]
- Krzyż Wielki z Liściem Laurowym i Gwiazdą Republikańskiego Orderu Zasługi – Węgry (1948)[168]
- Krzyż Wielki Orderu Zasługi Republiki Włoskiej – Włochy (1965)[169][170][171]
- Order Lenina – Związek Radziecki (1970)[172]
- Medal jubileuszowy „W upamiętnieniu 100-lecia urodzin Władimira Iljicza Lenina” – Związek Radziecki (1969)
- Odznaka honorowa „Znak Górniczej Sławy” – Związek Radziecki (1966)[173]
- Odznaka Międzynarodowego Związku Studentów (1960)[174]

## Wyróżnienia
- Tytuł Honorowego Przewodniczącego Centralnego Związku Zawodowego Górników (1946)[175]
- Tytuł Honorowego Obywatela Wrocławia (1946)
- Tytuł Honorowego Obywatela Kasinki Małej (1957)[176]
- Tytuł Honorowego Obywatela Skopje (1965)[177]

## Ocena Władysława Gomułki
Zdaniem historyka Jerzego Eislera, Gomułka w latach 1945–1948 starał się przeciwstawiać rabunkowej polityce sowieckiej na polskich Ziemiach Zachodnich. Oceniając politykę zagraniczną, nadmienił:

Gomułka był silny nie dzięki poparciu Polaków, bo – nie oszukujmy się – nie było ono mu potrzebne. Potrzebował – jak każdy władca komunistyczny – wsparcia z Moskwy. Dlaczego je stracił? Ano również dlatego, że był na swój sposób niezależny. To nie był jakiś „gauleiter” Polski, którego można było wezwać na Kreml i obsobaczyć od góry do dołu, jak Stalin postępował z Bierutem. (...) Warto się zastanowić, gdzie byśmy dzisiaj byli, gdyby nie zdecydowanie Gomułki dotyczące jego negocjacji granicy Polski na Nysie Łużyckiej. Na pewno trudniej byłoby nam wynegocjować taki układ w tej sprawie po zjednoczeniu Niemiec.

Zawsze uważałem, że Gomułka to postać. (…) Uważałem, że to jest polski komunista prosowiecki, ale nie sowiecki. (…) Uważał, że nie ma w ogóle miejsca dla Polski antysowieckiej. Ze względu na ziemie zachodnie. Ze względu na to, że wtedy Rosjanie zagraliby inną grę. Nie na Polskę tylko na Niemcy.(…) Był państwowcem. (…) W sumie oceniam go krytycznie, uważam, że masę rzeczy spieprzył, zwłaszcza po 1956 r., kiedy nie wykorzystał szans na zmiany. Ale nigdy nie zapomnę, że w 1956 r. był bohaterem narodowym. Że po nim taką popularność w narodzie mieli już tylko Wojtyła i Wałęsa. I nikt więcej. (…) On nie był człowiekiem głupim. To na pewno nie był żaden „kosmopolita”. Bardzo dobrze wpisany w tę polską plebejską glebę. Nie był żadnym antysemitą (…) Ale nie cierpiał syndromu moskiewskich komunistów. A dużo Żydów tam było. Nie cierpiał ich, bo uważał, że są zanurzeni w doktrynerstwie i że lojalnie związani są przede wszystkim z Moskwą. Więc są szkodliwi i niebezpieczni dla sprawy komunizmu w Polsce. Bo naród ich odrzuci. (…) Zawsze uważałem, że Gomułka był niebanalny.

To była dziwna osobowość, która miała w sobie – przy różnych niekiedy bardzo prymitywnych odruchach – element pewnej rzetelności, osobistej uczciwości. Niewątpliwie był komunistą, w niemalże idealny sposób uosabiał komunistyczne środowisko. A jednocześnie było w nim coś z naturalnej prawości polskiego chłopa. Wśród ludzi którzy w więzieniu posługiwali się grypserą miał ponoć ksywkę „Kwadratowy”. Określenie absurdalne, ale celnie oddające pewne cechy osobowości Gomułki – toporność, a jednocześnie to, że był on człowiekiem serio, który naprawdę wierzył w to co mówi; nie jest to dla niego kwestia taktycznej gry czy oportunizmu. W każdym razie nie był to człowiek zwyczajny.

(…) przy wszystkich jego wadach i chropowatościach, przy wszystkich błędach jakie popełnił, był to gorący patriota, bezgranicznie oddany Polsce (…). (…) biografia Gomułki naprawdę zasługuje na szacunek. (…) niektóre cechy osobiste Gomułki rzucały cień na jego wizerunek (…). Mam na myśli niedokształcenie kulturowe, wybuchowość, narastającą z wiekiem apodyktyczność. (…) Gomułka małostkowy nie był. Ludzie, którzy wobec niego oraz jego linii politycznej zawinili nie byli prześladowani po 1956 r. Gomułka z pewnością nie był człowiekiem zemsty, rewanżu. (…) Wiesław był człowiekiem niezwykle ascetycznym, skromnym, niczego się nie dorobił (…) uważał armię za coś w rodzaju pasożyta, który musi istnieć, ale – niestety – pożera państwowe pieniądze. Rozumiał, że wojsko jest potrzebne, że gwarantuje nam bezpieczeństwo granic, ale nie przejawiał większego zainteresowania tą sferą.